# 布立斯分类法
布立斯分类法（英文：Bliss bibliographic classification ）又名书目分类法，由纽约市立学院的布立斯所创制，于1935年以《书目分类法体系》为题所发表的分类法。1940年—1953年全书出第二版。这一体系为英国图书馆广泛使用。它以互见条目为特点，因而主要是一种书目工具，有助于组织各主题领域的书刊资料。它共分35大类。计9个数字类和26个字母类。它有一个标记体系，用大写和小写的罗马字母为符号，而以阿拉伯数字作主要的固定类目或通用的分类组；用逗号和表示所有格的撇号来间隔临近的字母或字母组，以使在组成一个类号时，可以读成整体。它们也可以避免把字母错认为数字的混乱，如把S认作5，2认作Z等。

## 分类
- 2/9 - 现象，知识，信息科学与技术
- A/ AL - 哲学与逻辑
- AM/ AX - 数学，概率统计
- AY/B - 通用科学，物理
- C  - 化学
- D  - 天文学和地球科学
- DG/ DY - 地球科学
- E/ GQ  - 生物科学
- GR/GZ - 应用生物科学，农业和生态
- H  - 体质人类学，人类生物学，健康科学
- I - 心理学与精神病学
- J  - 教育
- K  - 社会（包括社会科学，社会学和社会人类学）
- L / O - 历史（包括研究领域，旅游和地形，和传记）
- LA - 考古学
- P  - 宗教，道德和伦理
- Q  - 社会福利及犯罪
- R  - 政治与公共行政
- S  - 法律
- T- 经济与管理经济企业
- U / V - 技术和实用艺术（包括家庭管理和服务）
- W  - 艺术
- WV/ WX - 音乐
- X / Y - 语言与文学
- ZA/ ZW - 博物馆学